# 有加利丘
有加利丘（日语：ユーカリが丘）是一個位於日本千葉縣佐倉市的新市鎮，由以千葉縣與神奈川縣為主要經營範圍的土地開發商山萬在1971年著手開發。有加利丘包含了有加利丘1-7丁目、南有加利丘、西有加利丘1-7丁目、宮之台1-6丁目地區。
2015年7月末現在，居住在有加利丘的人口有18,071人(7,220戶)。預定的總開發面積為245公頃。總計畫人口約為30,000人(8,400戶)。

## 概要
山万株式會社在1971年著手開發了有加利丘，至今已超過40年。在1977年獲得了開發許可，並在昭和54年(1979)年開始了不動產的販售。有加利丘包含了有加利丘1-7丁目、南有加利丘 西有加利丘1-7丁目 宮之台1-6丁目地區。距離東京都心大約有38公里的距離，搭乘電車到東京車站所花時間約為47分鐘。

## 開發歷史
- 1971年 有加利丘開發計畫著手
- 1977年 開發許可取得
- 1979年 住宅發售開始
- 1981年 有加利丘郵局開設
- 1982年 山万有加利丘線開通
- 1983年 第一回尤加利祭典舉辦
- 1985年 警察派出所開設
- 1987年 南有加利丘開發許可取得
- 1992年 Sky Plaza商業建築開業(現永旺商場)
- 1993年 NHK文化中心有加利丘教室開始
- 1996年 有加利丘情報誌「わがまち」發行
- 1997年 和洋女子大學佐倉Seminar House完成
- 1998年 夢百科創刊號發行
- 1998年 市民農園開始
- 1998年 佐倉市公所有加利丘分所開設
- 1998年 威士頓酒店尤加利開業
- 1999年 車站前托兒所「尤加利Hello Kids」完成
- 2000年 放犯義工團體「クライネスサービス」創立
- 2002年 福祉的園區構想發表
- 2003年 商業大樓「Yukari Plaza」開業
- 2005年 順天堂大學WHO指定研究協立機關 有加利丘支局開設
- 2005年 介護老人設施「尤加利優都苑」開設
- 2007年 幼老統和設施「尤加利優都PIA」開設
- 2009年 居民訪問服務部門「Area Management Group」成立
- 2009年 電氣巴士實驗實施
- 2011年 有加利丘APP商用化
- 2013年 有加利丘城鎮巴士實驗開始
- 2014年 有加利丘卡商用化
- 2015年 介護老人安養中心「ミライアコート宮の杜」開業

## 外部連結
山万株式会社「ユーカリが丘ってどこにあるの？」
1. ↑  【統計資料】ユーカリが丘人口（2015年7月末現在）